# Galasso II Pio
Galasso II Pio (Carpi, ... – Carpi, 1465) è stato un politico italiano,  consignore di Carpi.

## Biografia
Era figlio di Marco I Pio e di Taddea Roberti. 
Assieme al fratello Alberto II nel 1451 fece edificare a Carpi la Chiesa di San Nicolò con convento dei Frati Minori.
Nel 1452, con l'arrivo in Italia di Federico III d'Asburgo, Galasso si presentò all'imperatore per chiedere e ottene l'investitura dei feudi concessi alla famiglia dagli Estensi.
Morì nel 1465.

## Discendenza
Galasso sposò in prime nozze nel 1427 circa Margherita d'Este (?-1452), figlia naturale di Niccolò III d'Este (?-1452), dalla quale ebbe numerosi figli:
- Gianmarco (?-decapitato 22 settembre 1469), complottò contro Borso d'Este e fu condannato a morte;[2][3]
- Gianludovico (?-decapitato 12 agosto 1469), complottò contro Borso d'Este e fu condannato a morte.[2] Sposò Aurante di Jacopo Orsini, cognata di Lorenzo il Magnifico ed ebbe cinque figli;[4]
- Gianmarsiglio (1440-testò il 6 ottobre 1514 e morì poco dopo), imprigionato fino al 1477 e privato dei diritti di successione, fu uomo di lettere e lasciò rime e un Giornale degli anni di detenzione. Sposò Taddea Donnini (?-prima del 4 dicembre 1511) ed ebbe cinque figli;
- Gianniccolò (?-dopo il 1489), imprigionato fino al 1477 e privato dei diritti di successione;
- Gianprincivalle (?-dopo il 1489), imprigionato e privato dei diritti di successione, riuscì ad evadere nel 1472. Sposò Elisa di Alberto Rangoni;
- Giancarlo (?-prima del 1469);
- Manfredo (?- prima del 1489), imprigionato e privato dei diritti di successione, riuscì ad evadere da Ferrara nel 1472;
- Bernardino (?-1489), imprigionato fino al 1477 e privato dei diritti di successione;
- Marsabilia (?-24 agosto 1476), sposò Taddeo Manfredi, signore di Imola;
- Ginevra (?-dopo il 1489);
- Bianca (?-dopo il 1489);
- Lucia (?-dopo il 1489);
- Ludovica (?-dopo il 1489).

Sposò in seconde nozze nel 1453 Costanza Boiardo, figlia di Bartolomeo, da Galasso rapita anni prima e tenuta come concubina.
Galasso ebbe anche un figlio naturale, Tommaso (?-1489 ca.), religioso.

## Ascendenza
|                                    |   |                       | Genitori                 |  |  | Nonni |  |  | Bisnonni      |  |  | Trisnonni      |  |
|                                    |   |                       |                          |  |  |       |  |  | Galasso I Pio |  |  | Manfredo I Pio |  |
|                                    |   |                       |                          |  |  |       |  |  | Galasso I Pio |  |  | Manfredo I Pio |  |
|                                    |   | Fiandrina de' Bocchi  |                          |  |  |       |  |  | Galasso I Pio |  |  |                |  |
| Giberto I Pio, IV signore di Carpi |   |                       |                          |  |  |       |  |  | Galasso I Pio |  |  |                |  |
|                                    |   | Beatrice da Correggio | Giberto III da Correggio |  |  |       |  |  |               |  |  |                |  |
|                                    |   | Beatrice da Correggio | Giberto III da Correggio |  |  |       |  |  |               |  |  |                |  |
|                                    |   | Beatrice da Correggio | Elena Malaspina          |  |  |       |  |  |               |  |  |                |  |
| Marco I Pio, V signore di Carpi    |   | Beatrice da Correggio |                          |  |  |       |  |  |               |  |  |                |  |
|                                    |   | …                     | …                        |  |  |       |  |  |               |  |  |                |  |
|                                    |   | …                     | …                        |  |  |       |  |  |               |  |  |                |  |
|                                    |   | …                     | …                        |  |  |       |  |  |               |  |  |                |  |
| Bianca Casati                      |   | …                     |                          |  |  |       |  |  |               |  |  |                |  |
|                                    |   | …                     | …                        |  |  |       |  |  |               |  |  |                |  |
|                                    |   | …                     | …                        |  |  |       |  |  |               |  |  |                |  |
|                                    |   | …                     | …                        |  |  |       |  |  |               |  |  |                |  |
| Galasso II Pio di Savoia           |   | …                     |                          |  |  |       |  |  |               |  |  |                |  |
|                                    | … | …                     |                          |  |  |       |  |  |               |  |  |                |  |
|                                    | … | …                     |                          |  |  |       |  |  |               |  |  |                |  |
|                                    | … | …                     |                          |  |  |       |  |  |               |  |  |                |  |
| Cabrino de’ Roberti                | … |                       |                          |  |  |       |  |  |               |  |  |                |  |
|                                    |   | …                     | …                        |  |  |       |  |  |               |  |  |                |  |
|                                    |   | …                     | …                        |  |  |       |  |  |               |  |  |                |  |
|                                    |   | …                     | …                        |  |  |       |  |  |               |  |  |                |  |
| Taddea de' Roberti                 |   | …                     |                          |  |  |       |  |  |               |  |  |                |  |
|                                    |   | …                     | …                        |  |  |       |  |  |               |  |  |                |  |
|                                    |   | …                     | …                        |  |  |       |  |  |               |  |  |                |  |
|                                    |   | …                     | …                        |  |  |       |  |  |               |  |  |                |  |
| Margherita del Sale                |   | …                     |                          |  |  |       |  |  |               |  |  |                |  |
|                                    |   | …                     | …                        |  |  |       |  |  |               |  |  |                |  |
|                                    |   | …                     | …                        |  |  |       |  |  |               |  |  |                |  |
|                                    |   | …                     | …                        |  |  |       |  |  |               |  |  |                |  |
|                                    |   | …                     |                          |  |  |       |  |  |               |  |  |                |  |